# チビゴミムシ亜科
チビゴミムシ亜科（チビゴミムシあか、Trechinae）とは30属390種を持つオサムシ科の亜科である。主に洞窟や地中などに生息している。和名に「チビ」と付いている通りどの種も小型で、一番大きい種ですら7mmほどしかない。特に洞窟や地中などの暗黒世界に適応して複眼が退化した種類をメクラチビゴミムシと呼んでいる。

## 分類
- ホソチビゴミムシ属 Perileptus
- ケムネチビゴミムシ属 Epaphiopsis
- チビゴミムシ属 Trechus
- イソチビゴミムシ属 Thalassoduvalius
- ツヤチビゴミムシ属 Nesiotrechus
- ヒサゴチビゴミムシ属 Iga
- タカオチビゴミムシ属 Paragonotrechus
- ヒダカチビゴミムシ属 Masuzoa
- ホソメクラチビゴミムシ属 Accoella
- ナガチビゴミムシ属 Trechiama
- ケバネメクラチビゴミムシ属 Chaetotrechiama
- ラカンメクラチビゴミムシ属 Rakantrechus
- クマメクラチビゴミムシ属 Allotrechiama
- ケムネメクラチビゴミムシ属 Yamautidius
- キウチメクラチビゴミムシ属 Himiseus
- キイメクラチビゴミムシ属 Kusumia
- イシカワメクラチビゴミムシ属 Ryugadous
- アワメクラチビゴミムシ属 Awatrechus
- ツヤメクラチビゴミムシ属 Ishikawatrechus
- アシナガメクラチビゴミムシ属 Nipponaphaenops
- アトスジチビゴミムシ属 Trechoblemus
- フタホシチビゴミムシ属 Blemus
- キタメクラチビゴミムシ属 Oroblemus
- クラサワメクラチビゴミムシ属 Kurasawatrechus
- イシダメクラチビゴミムシ属 Ishidatrechus
- スズカメクラチビゴミムシ属 Suzuka
- ノコメメクラチビゴミムシ属 Stygiotrechus
- ダイコンメクラチビゴミムシ属 Daiconotrechus
- チョウセンメクラチビゴミムシ属 Coreoblemus
- ゴトウメクラチビゴミムシ属 Gotoblemus